# Arany Zsiráf díj az év hazai albumáért
Az Arany Zsiráf díj az év hazai albumáért díjat 1993 és 1998 között adták át a ceremónia legrangosabb díjaként.

## Díjazottak és jelöltek
| Év   | Előadó          | Album              | Kiadó       | Jelöltek                                                 |
| ---- | --------------- | ------------------ | ----------- | -------------------------------------------------------- |
| 1993 | Rapülők         | Rapülők            | Magneoton   | - Tátrai Band – Kísértés (Hungaroton-Gong)               |
| 1994 | Zorán           | Az elmúlt 30 év    | PolyGram-3T | - Tátrai Band – New York, New York – Best Of (Magneoton) |
| 1995 | Charlie         | Charlie            | Rózsa       | - Tátrai Band – Utazás az ismeretlenbe (Magneoton)       |
| 1996 | Sexepil         | Sugar For The Soul | Magneoton   | - Zorán – Majd egyszer (PolyGram-3T)                     |
| 1997 | Cserháti Zsuzsa | Hamu és gyémánt    | Rózsa       | - Tátrai Band – Trilógia (Magneoton)                     |
| 1998 | Quimby          | Diligramm          | PolyGram-3T | - Zorán – 1997 (PolyGram-3T)                             |